# Лисичка-сестричка і вовк-панібрат
Лисичка-сестричка і вовк-панібрат — українська народна казка.
Казка друкувалася у збірниках казок та окремою книгою, а також випускалася у аудіо.

## Сюжет

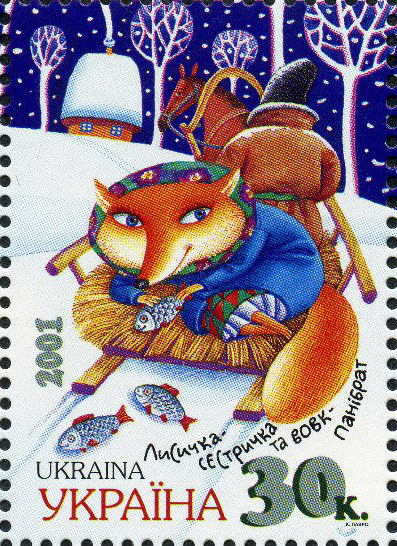
Поштова марка України

Лисичка збудувала в лісі невелику хатинку, в якій було добре в теплу погоду, але холодно і темно, коли настала зима. Вирішивши в селі вогню добути, прибігла до хати однієї бабусі. Зігрілася, схопила зі столу тільки випечений маковий пиріжок і кинулась навтьоки. Дорогою додому хитрістю обміняла пиріжок на бичка, вдома зробила дерев'яні сани, запрягла в них бичка і вирушила в ліс за дровами для печі. Дорогою зустріла вовка, який попросився до неї в сани. Сани, що не витримали вагу вовка, розламалися, і лисиця послала вовка робити нові. Незграбний вовк нічого зробити не зміг — довелося лисиці самій йти в ліс рубати дерево для саней. Голодному вовку захотілося їсти. Зробивши дірку збоку в бичка з'їв усе всередині, а натомість — горобців напустив і соломою заткнув, втікши.
Вирішивши провчити вовка, вона знову своєю хитрістю вкрала у чумаків, що їдуть на базар, рибу, покидала її на дорогу і стала їсти. Вовк, що зустрів її, попросив у лисиці рибу — вона йому нічого не дала, але сказала, як треба її зловити в ополонці на свій хвіст, примовляючи при цьому: «Ловись, рибка маленька і велика! » . Вовк так і зробив, але його хвіст замерз у ополонці — з місця не зрушити. Баби, що йшли в цей час із села за водою, побили вовка, який ледве втік, відірвавши собі хвіст.
Вирішивши відплатити розлючений вовк, знайшов лисицю, яка тим часом встигла вимазати свою голову тістом, вкраденим з однієї хати. Вовк розповів, як його побили, а лисиця вкотре обдурила його, сказавши: її теж побили так, що мозок із голови виліз. Умовивши вовка привезти її додому, заскочила вона до своєї хати, зачинилася і не пустила вовка. Довелося вовку піти геть, а лисичка-сестричка далі жила і курей ловила.

## У культурі
П'єсу за мотивами цієї казки, що ставиться у дитячих театрах України, написав український письменник Всеволод Нестайко.